# Herbert Wiegand
Herbert Wiegand, né le 23 mai 1949, est un biathlète est-allemand.

## Biographie
Aux Championnats du monde 1973, sa seule présence à une compétition majeure, il remporte la médaille de bronze en relais avec Dieter Speer, Manfred Geyer et Günther Bartnick et est 18e à l'individuel. Au niveau national, il remporte le titre de champion de RDA de l'individuel en 1972.

## Palmarès

### Championnats du monde
- Mondiaux 1973 à Lake Placid :
  -  Médaille de bronze en relais.